# جون جيلكريست (سياسي)
جون جيلكريست (بالإنجليزية: John Gilchrist)‏ هو سياسي نيوزلندي، ولد في 1872، وتوفي في 14 أبريل 1947. حزبياً، نشط في حزب العمال النيوزيلندي.